# Hlevci
 Hlevci  falu Horvátországban, a Tengermellék-Hegyvidék megyében. Közigazgatásilag Skradhoz tartozik.

## Fekvése
Fiumétól 40 km-re keletre, községközpontjától 5 km-re délkeletre, az A6-os autópálya közelében fekszik.

## Története
A falunak 1890-ben 57, 1910-ben 52 lakosa volt. A falu a trianoni békeszerződésig Modrus-Fiume vármegye Delnicei járásához tartozott. 2011-ben a falunak 16 lakosa volt.

## Lakosság
| Lakosság változása | Lakosság változása | Lakosság változása | Lakosság változása | Lakosság változása | Lakosság változása | Lakosság változása | Lakosság változása | Lakosság változása | Lakosság változása | Lakosság változása | Lakosság változása | Lakosság változása | Lakosság változása | Lakosság változása | Lakosság változása |
| ------------------ | ------------------ | ------------------ | ------------------ | ------------------ | ------------------ | ------------------ | ------------------ | ------------------ | ------------------ | ------------------ | ------------------ | ------------------ | ------------------ | ------------------ | ------------------ |
| 1857               | 1869               | 1880               | 1890               | 1900               | 1910               | 1921               | 1931               | 1948               | 1953               | 1961               | 1971               | 1981               | 1991               | 2001               | 2011               |
| 0                  | 0                  | 0                  | 57                 | 46                 | 52                 | 46                 | 39                 | 34                 | 37                 | 35                 | 42                 | 32                 | 23                 | 19                 | 16                 |